# Rudi Assauer
Rudolf „Rudi“ Assauer (* 30. April 1944 in Sulzbach-Altenwald; † 6. Februar 2019 in Herten) war ein deutscher Fußballprofi, der zwischen 1964 und 1976 für Borussia Dortmund und Werder Bremen insgesamt 307 Bundesligaspiele absolvierte. Seine anschließende Tätigkeit als Manager führte ihn über Bremen zum FC Schalke 04 und zwischenzeitlich zum Zweitligisten VfB Oldenburg. Als Fußballfunktionär und Werbeträger pflegte Assauer durch Auftreten und Aussagen lange Zeit das Image des selbstbewussten Geschäftsmannes und Machos. 2012 erschien seine Autobiografie, in der seine Alzheimer-Erkrankung thematisiert wird.

## Karriere als Fußballprofi

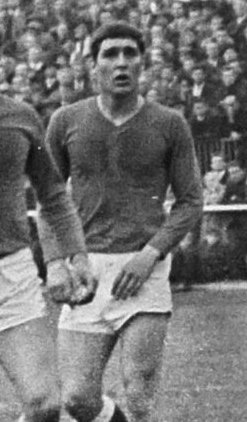
Assauer beim Länderspiel einer Juniorenauswahl zwischen West-Deutschland und den Niederlanden, Juni 1965 in Emmerich am Rhein

Assauer wuchs im westfälischen Herten auf, wo er beim örtlichen Sportverein Spielvereinigung Herten 1952 im Alter von acht Jahren mit dem Fußballspielen begann. Nachdem er in der Saison 1963/64 für den Klub in der zweitklassigen Regionalliga aufgelaufen war, dabei 35 Spiele absolvierte und sieben Tore schoss, holte ihn 1964 Borussia Dortmund vom Zweitligisten in die Bundesliga. An der Seite von Spielern wie Dieter Kurrat, Lothar Emmerich, Aki Schmidt, Hans Tilkowski und Reinhard Libuda wirkte er dort in den Anfangsjahren der neuen deutschen Eliteklasse in der Abwehrreihe mit, als sich die Borussia regelmäßig im vorderen Ligabereich platzierte. 1966 zog er mit der Mannschaft in das Endspiel um den Europapokal der Pokalsieger gegen den englischen Vertreter FC Liverpool ein. Am 5. Mai 1966 gehörte er in Glasgow zu der Elf, die durch einen 2:1-Erfolg nach Verlängerung erstmals einen Europapokal nach Deutschland holte.
Nach sechs Jahren und 119 Bundesligaspielen schloss sich Assauer 1970 Werder Bremen an. Dort war er an der Seite von Horst-Dieter Höttges, Arnold Schütz, Ole Bjørnmose, Egon Coordes und Karl-Heinz Kamp auf Anhieb Stammspieler und erlebte unter Trainer Robert Gebhardt den Pfostenbruch vom Bökelberg auf dem Spielfeld. Als der Erfolg ausblieb, wechselte der Klub im Laufe der Saison mehrfach den Trainer. Auch unter Willi Multhaup, Sepp Piontek und Fritz Langner war der Abwehrspieler jedoch stets Stammkraft. In den folgenden Spielzeiten rangierte die Mannschaft im Tabellenmittelfeld, in der Spielzeit 1974/75 geriet er mit der Mannschaft um Karl-Heinz Kamp, Jürgen Röber, Werner Görts und Dieter Zembski in Abstiegsgefahr. Nach der Rettung mit einem Punkt Vorsprung auf den VfB Stuttgart bestritt er im Anschluss seine letzte Spielzeit im deutschen Profifußball und wechselte dann nach insgesamt 307 Bundesligaspielen ins Management des Klubs, für den er in sechs Spielzeiten 188 Erstligaspiele bestritten hatte.
In den Jahren 1966 und 1967 absolvierte er zudem zwei Spiele für die deutsche U-23-Nationalmannschaft.

## Erfolge während der aktiven Laufbahn

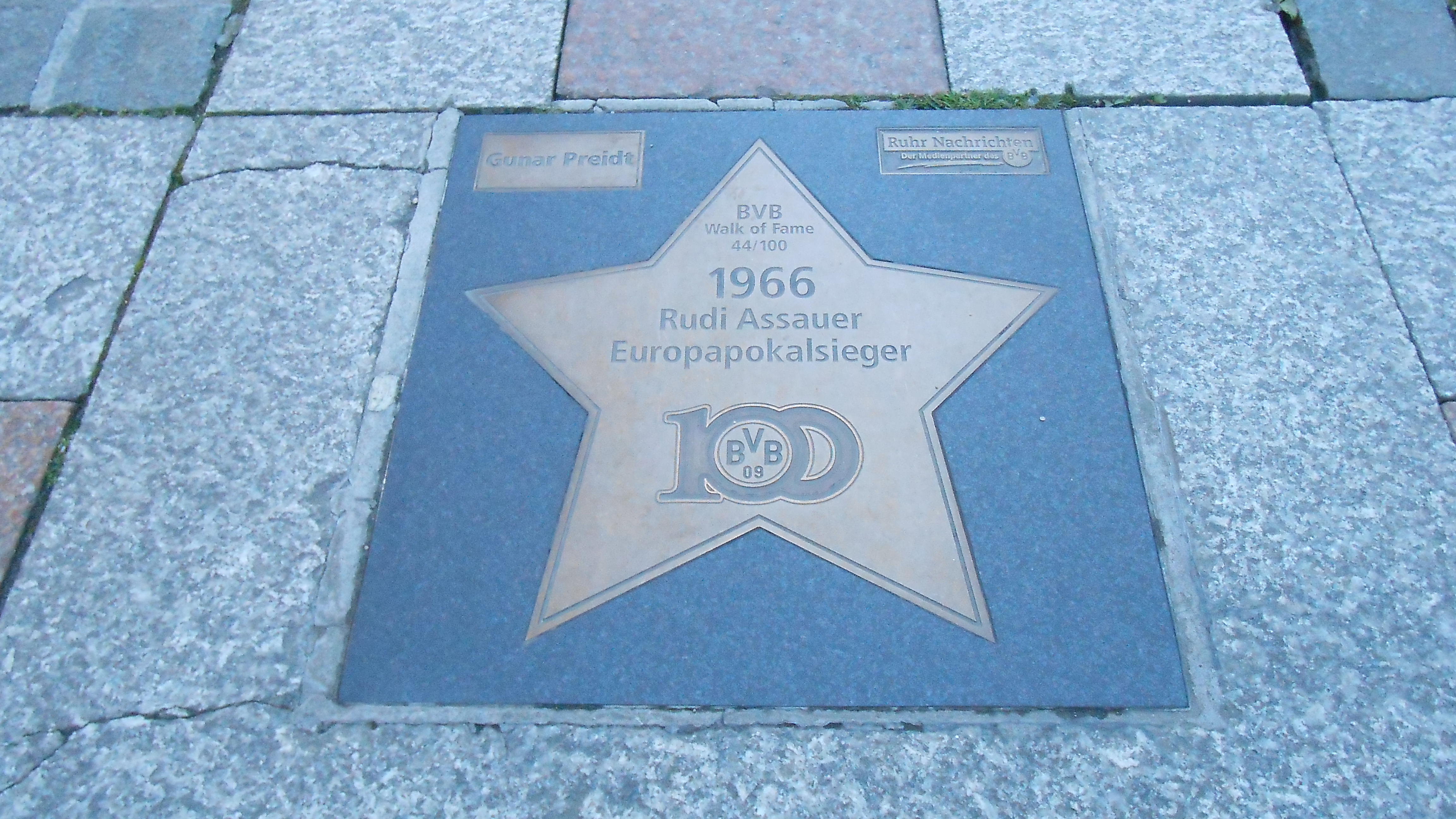
Als Teil der BVB-Gewinnermannschaft des Europapokals 1966 und für seine 40-jährige Mitgliedschaft beim BVB bekam Rudi Assauer im Jahre 2010 einen Stern auf dem BVB Walk of Fame

- DFB-Pokalsieger: 1965
- Deutscher Vizemeister: 1966
- Europapokal der Pokalsieger: 1966

## Karriere als Fußballmanager

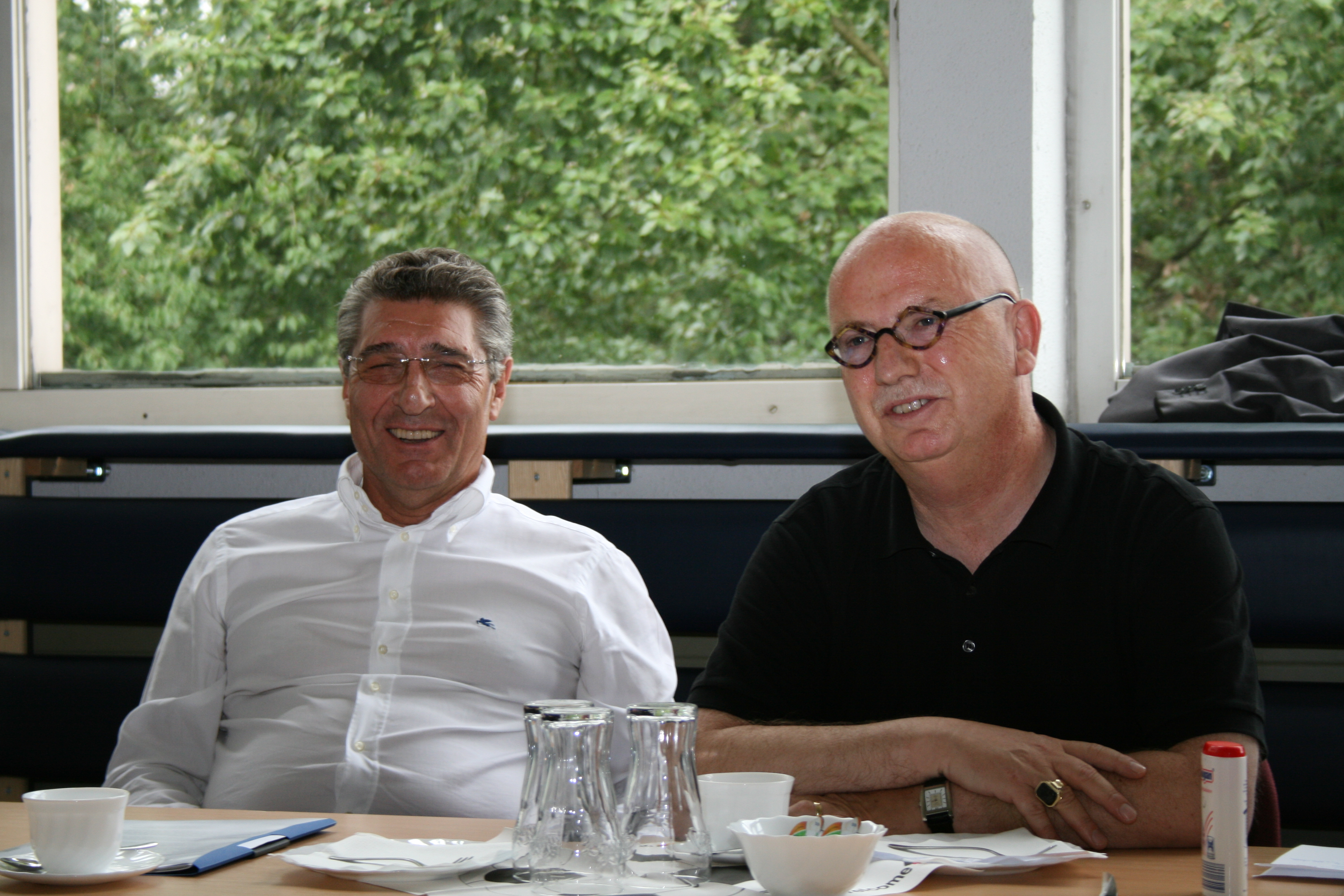
Rudi Assauer und Christian Stratmann (2009)

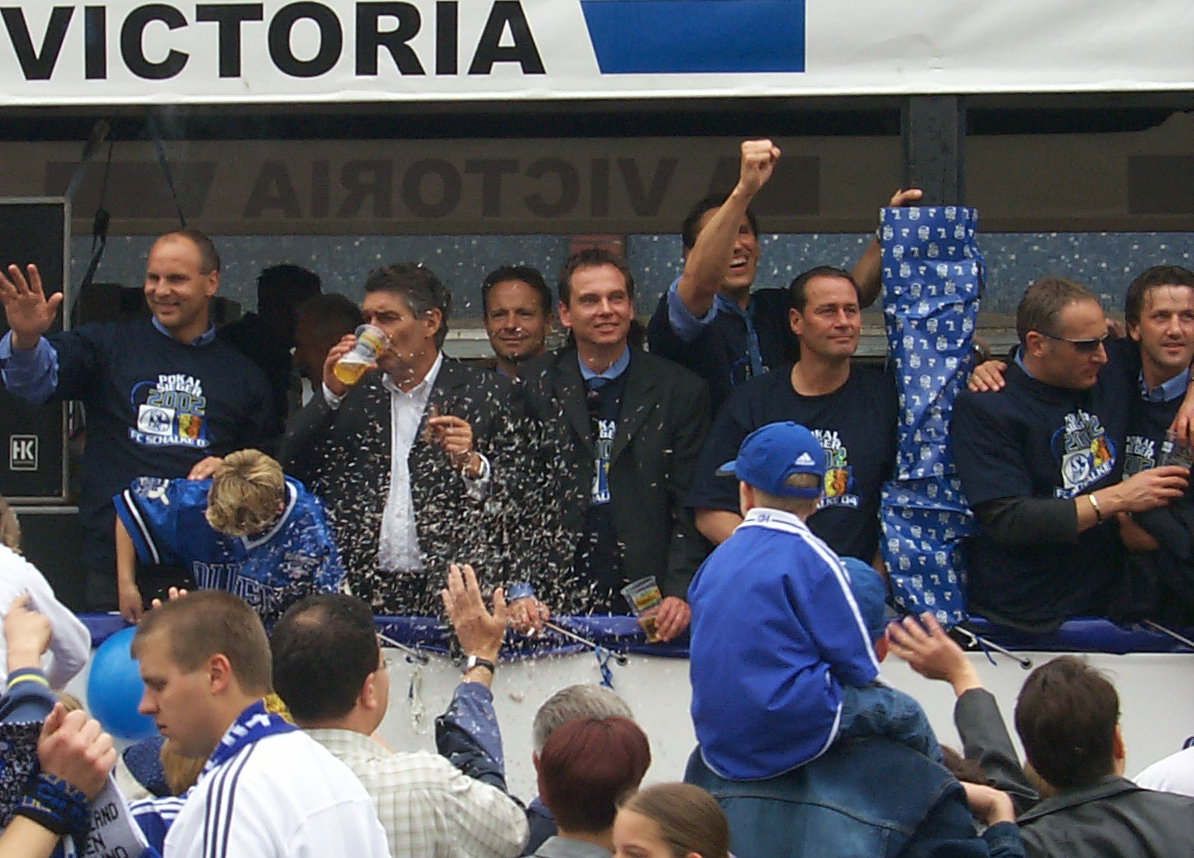
Assauer auf der Feier nach Gewinn des DFB-Pokals 2001/02

In den Jahren von 1976 bis 1981 war er bei Werder Bremen als Manager tätig. 1979 war er als Manager des FC Bayern München im Gespräch, sagte aber ab, Uli Hoeneß bekam daraufhin das Amt. Vom 15. Mai 1981 bis zum 4. Dezember 1986 war Assauer zum ersten Mal beim FC Schalke 04 tätig, wo er zweimal als Interimstrainer fungierte. Die erste Amtszeit dort endete mit seiner Entlassung. Hintergrund war u. a. sein Zerwürfnis mit dem seinerzeitigen Trainer Rolf Schafstall. Nach vierjähriger Berufstätigkeit im Immobilienbereich in Bremen wurde Assauer 1990 Manager des damaligen Zweitligisten VfB Oldenburg. In dieser Zeit fehlte dem VfB ein einziger Punkt zum Aufstieg in die Bundesliga.
Am 1. April 1993 wurde Assauer zum zweiten Mal Schalke-Manager. Während seiner zweiten Amtszeit stellte sich bald sportlicher und finanzieller Erfolg ein. Zwischenzeitlich wurde er trotzdem vorübergehend von dem nur drei Monate lang amtierenden Präsidenten Helmut Kremers beurlaubt. Kremers war gegen Assauers Willen gewählt worden. In Assauers Amtszeit gewann der Verein 1997 den UEFA-Cup, sowie 2001 und 2002 den DFB-Pokal. 2001 wurde die deutsche Meisterschaft äußerst knapp verpasst, Schalke wurde zum Meister der Herzen. 2001 wurde die Veltins-Arena eröffnet. Am 17. Mai 2006 trat er als Manager zurück, nachdem ihm der Aufsichtsrat einstimmig das Vertrauen entzogen hatte. Ihm war Selbstherrlichkeit vorgeworfen worden. Die geplante Abschiebung auf den Posten des Vorstandsvorsitzenden hatte sich mit seinem Rücktritt erledigt. Der damalige Aufsichtsratsvorsitzende Clemens Tönnies behauptete 2024, dass Assauer zum damaligen Zeitpunkt aufgrund seiner Krankheit bereits drei Jahre lang nicht mehr geschäftsfähig gewesen sei.
Anschließend arbeitete Assauer unter anderem als Berater des Wuppertaler SV Borussia und kommentierte im wöchentlichen Videoblog Zündstoff das aktuelle Geschehen in der Bundesliga.
Assauer blieb trotz seines späteren Engagements beim Rivalen FC Schalke 04 der Dortmunder Borussia als Vereinsmitglied treu. 2010 wurde er für seine 40-jährige Mitgliedschaft geehrt.

## Image und Werbetätigkeit

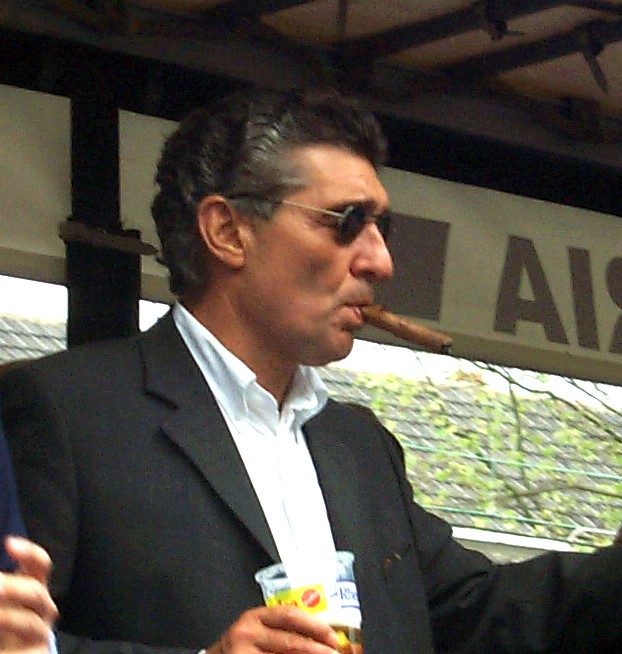
Assauer machte die Zigarre zu seinem Markenzeichen

In mehreren Werbespots mit seiner damaligen Lebensgefährtin Simone Thomalla für die Brauerei Veltins persiflierte Assauer das ihm nachgesagte Macho-Image. Am 2. Februar 2006 gewannen er und Thomalla den Fernsehpreis Goldene Kamera in der Kategorie Bester Werbespot mit Prominenten für den Spot „Überraschung“. Der Kabarettist Fritz Eckenga karikierte bis 2012 Assauers Image als Ruhrpott-Macho durch seine Kunstfigur „Fußballmanager A.“ in Form eines Running Gags.

## Persönliches
Assauer hatte einen älteren Bruder sowie eine Zwillingsschwester. Er verließ mit 14 Jahren die Schule und erlernte den Beruf des Stahlbauschlossers. Anschließend arbeitete er ein halbes Jahr auf der Zeche Ewald in Herten. Als er später bei Borussia Dortmund unter Vertrag stand, absolvierte er eine weitere Berufsausbildung zum Bankkaufmann.
1970 heiratete er, im selben Jahr kam Tochter Katy zur Welt. 1986 fand die Trennung von seiner Frau statt, er blieb aber noch bis 2007 verheiratet. Seit 1987 war für ca. 12 Jahre die Handballerin Beate Schneider seine Partnerin. Später war Assauer von 2000 bis Anfang 2009 mit Simone Thomalla liiert. Im April 2011 heiratete Assauer die Reporterin Britta Idrizi.
Ende Januar 2012 wurde bekannt, dass Assauer an Alzheimer erkrankt war. Die Krankheit wurde in einer Fernseh-Dokumentation und in Assauers Memoiren mit dem Titel Wie ausgewechselt thematisiert. Sein älterer Bruder Lothar litt ebenfalls einige Jahre an Alzheimer und starb im Februar 2013 mit 81 Jahren an den Folgen der Erkrankung.
Assauer lebte ab 2012 bei seiner Tochter; seine zweite Ehe wurde Anfang 2013 geschieden. Er starb im Februar 2019 im Alter von 74 Jahren an den Folgen seiner Alzheimer-Erkrankung und wurde nicht auf dem der Arena benachbarten Schalke-Grabfeld, sondern anonym in einem Bestattungswald beigesetzt.
Nach Assauers Tod wurde bekannt, dass er praktisch ohne Vermögen war. 2010 war in Assauers Steuerunterlagen noch ein Vermögen von 2,3 Millionen Euro vermerkt gewesen. Darauf leitete die Staatsanwaltschaft Essen Ermittlungen ein. Assauers Tochter erhielt die gerichtliche Aufforderung eine Vermögenszusammenstellung einzureichen, der sie aber wiederholt nicht nachkam. Ein Nachlasspfleger versuchte herauszufinden, wo das Vermögen geblieben war.
Am 10. August 2022 wurde bekannt, dass das Amtsgericht Gelsenkirchen einen Haftbefehl gegen die frühere Sekretärin Assauers erlassen hat. Assauer hatte 2012 sie und einen befreundeten Schönheitschirurgen zu seinen Generalbevollmächtigten ernannt. Sie regelten bis zu Assauers Tod seine finanziellen Angelegenheiten.

## Nachwirken

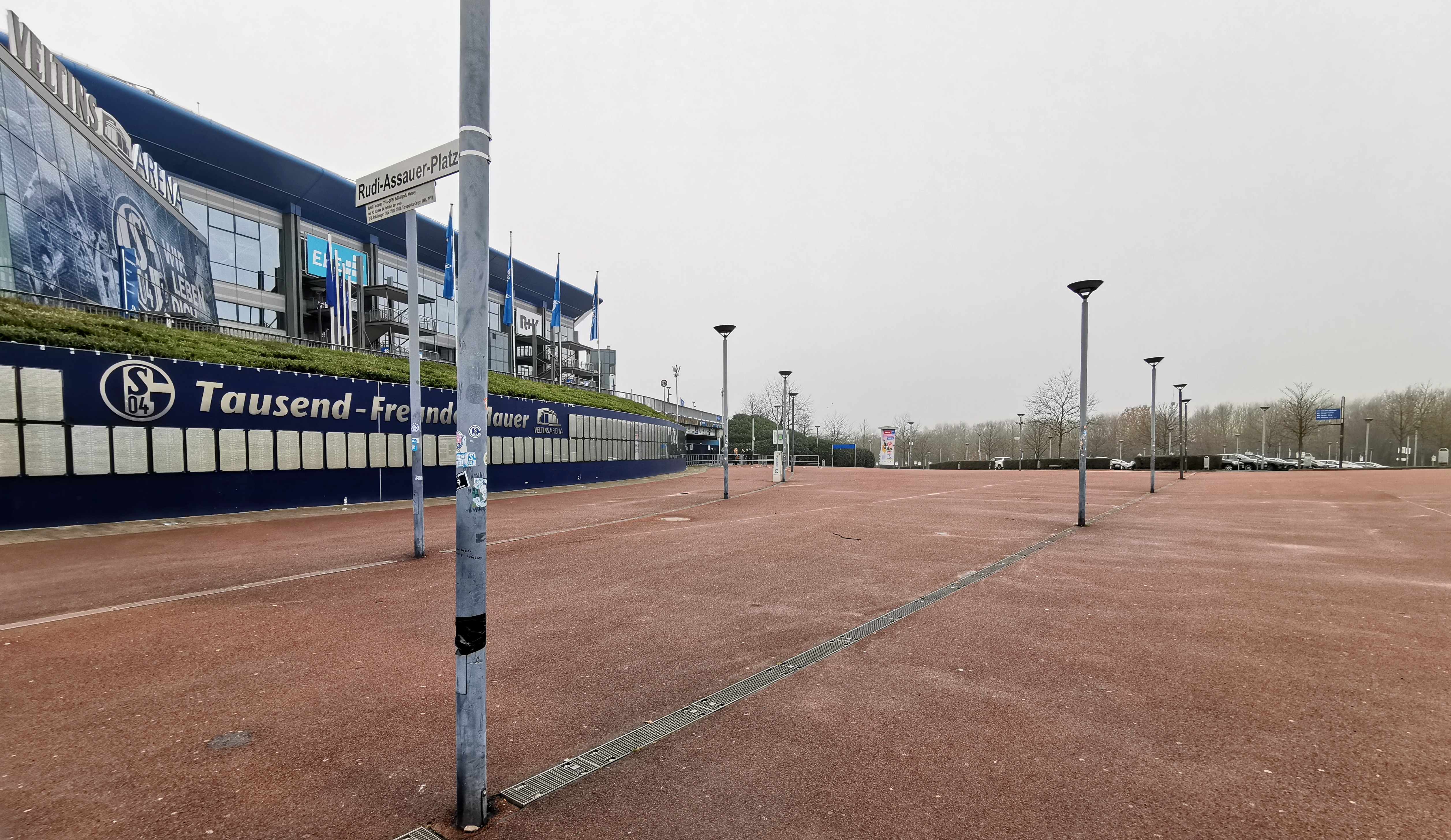
Rudi-Assauer-Platz vor der Veltins-Arena in Gelsenkirchen

Die „Rudi Assauer gemeinnützige Initiative Demenz und Gesellschaft (GID) GmbH“ widmet sich der Enttabuisierung von Demenz und der Förderung von Demenz-Initiativen. Sie vergibt mehrere Preise für anerkennenswertes Engagement.
Am 4. Mai 2018 feierte der Dokumentarfilm Rudi Assauer – Macher. Mensch. Legende. des Regisseurs Don Schubert in der Veltins-Arena Premiere. Assauer kam im Film wegen seiner Demenzerkrankung nur in älteren Aufnahmen zu Wort. Mit 21.590 Zuschauern war es die größte Filmpremiere in Deutschland.
Am Abend von Assauers Todestag spielte der FC Schalke 04 gegen Fortuna Düsseldorf im Achtelfinale des DFB-Pokals. Es kam zu einer Schweigeminute. Beide Mannschaften liefen mit Trauerflor auf. Schalke gewann mit 4:1.
Am 15. Februar 2019 fand eine Gedenkfeier in der Propsteikirche St. Urbanus in Gelsenkirchen-Buer und in der Veltins-Arena statt. Neben Assauers Familie, Freunden und Vertretern von Schalke waren Ministerpräsident Armin Laschet, Gelsenkirchens Oberbürgermeister Frank Baranowski, Vertreter der Deutschen Fußball Liga, des Deutschen Fußball-Bundes und vieler Bundesliga-Vereine, darunter Uli Hoeneß und Reinhard Rauball, unter den etwa 1000 Trauergästen. Rund 2000 Schalke-Anhänger konnten die Zeremonie auf dem großen Video-Würfel in der Veltins-Arena Feier live verfolgen.